# Uarakos
Uarakos o Uaracos es la transcripción fonética literal de los signos escritos con signario celtibérico  que aparecen en el reverso de ciertas monedas de bronce halladas en el yacimiento arqueológico denominado La Custodia en Viana, Navarra.  Existe consenso entre los estudiosos de que este yacimiento se corresponde con la ciudad de Varia, Vareia o Vereia citada por las fuentes clásicas y de que esta moneda tuvo su ceca en este enclave o quizá en su cercano castro defensivo, cuyo yacimiento es denominado Ciudad de Cantabria en Logroño, La Rioja
Estas monedas, por su tamaño, peso, material y dibujos corresponden al As romano.
Por regla general, las monedas beronas fueron acuñadas aproximadamente entre la transición entre los siglos II y I a. C., pero las emisiones de esta ceca fueron tardías, durante la segunda mitad del siglo I a. C., bajo dominio de los Berones por parte de Roma y tras las guerras sertorianas no antes del año 82 a. C. y quizá el 75 a. C. como fecha post quem coincidiendo con una eventual reconstrucción de la ciudad por parte de Pompeyo, dejando de emitir monedas alrededor del siglo I d. C..

## Toponimia en la palabra Uarakos
El topónimo Vareia, recordado en las fuentes literarias y que tiene su radical en la ceca Uarakos, lo transcribe Estrabón en griego Ouaría y los escritores romanos Vareia. Vareia es, por tanto, una adaptación latina de su anterior nombre. Son abundantes los nombres de ciudades beronas y sus cecas terminados en -kos  (Ver).  El nombre de Uaracos también se ha identificado con el etnónimo de su población, tesis apoyada en ser el nominativo singular de los gentilicios derivados de las palabras con tema en -o en lengua celtibérica, sobre el topónimo original Uaria y con la traducción probable de (dinero) vareyense.  Todo ello hace que la mayoría de los historiadores nombren al yacimiento con el binomio Uaracos-La Custodia, en espera de tesis más sólidas sobre el nombre real de la ciudad berona prerromana.

## Descripción de las monedas
Siguiendo el canon romano, estas monedas presentan en el anverso una cabeza barbada o desnuda con torques en el cuello, acompañada de un delfín.  Y en el reverso un dibujo ecuestre con lanza o espada corta, con una palma o un arado o los signos UA o AUTA, esta última epigrafía también aparece en las monedas de la ceca Teitiakos -no confundir con Titiakos-.
Los tamaños, pesos y dibujos de las monedas con la inscripción Uarakos son diferentes.  Su peso oscila entre los 8,5 y los 11 gramos y su diámetro entre 22 y 27 milímetros.  Por tanto existe una gran variedad tipológica en estas monedas.

## Contexto económico y difusión

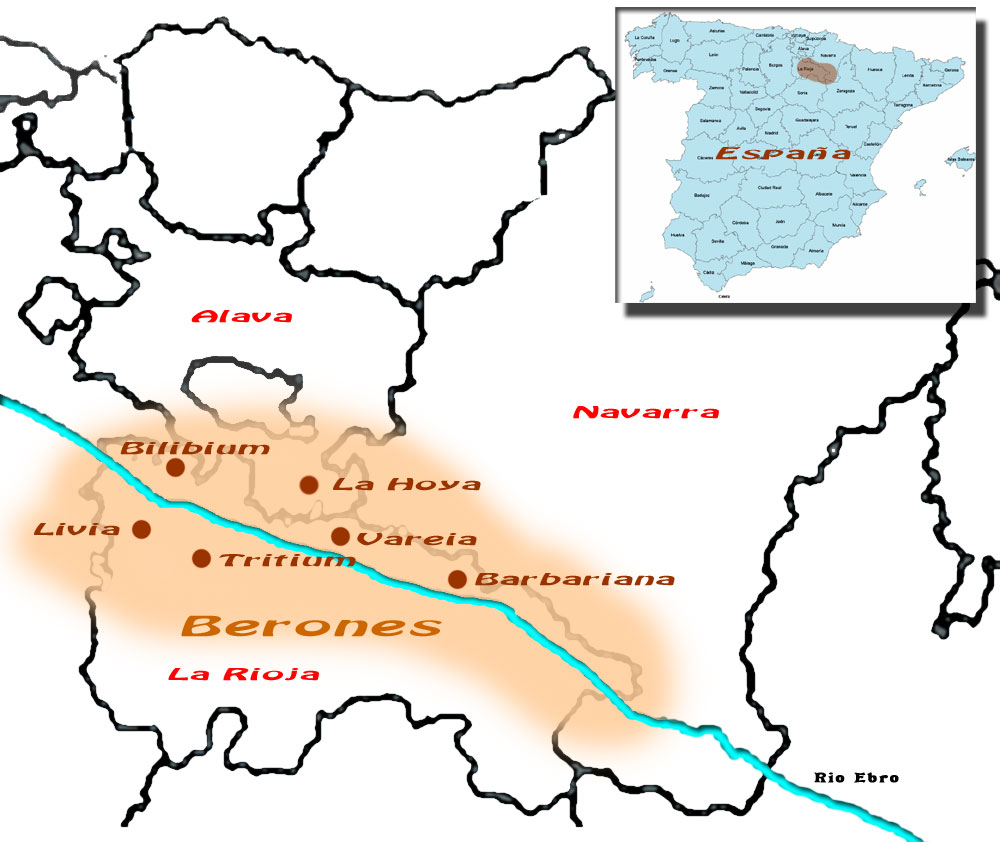
El valle medio del Ebro en el

Aunque los celtíberos conocían la moneda de otras culturas, la fabricación y utilización de moneda tuvo lugar una vez sometido el territorio berón y sus ciudades-estado a la autoridad de Roma.  Las acuñaciones fueron realizadas siguiendo los criterios semiunciales romanos aunque son palpables algunas diferencias al ser las propias comunidades indígenas las productoras.
Acuñar moneda era símbolo de sometimiento, pero también de prestigio de los ciudadanos nombrados en su reverso (ceca) y estas emisiones respondían principalmente a las necesidades de pagar tributos o tropas a Roma y facilitar el intercambio comercial.  En el caso particular de Uarakos nos encontramos con una emisión tardía de moneda quizá respondiendo a razones de prestigio o para compensar a la clientela pompeyana por su apoyo o simplemente para materializar la cobranza de impuestos.

## Principales hipótesis
- La primera hipótesis que se plantea es sobre el epigrama AUTA común con las monedas de la ceca Teitiakos que podrían hablarnos de los berones como una rama de los Autrigones.  Por tanto la ceca Teitiakos, que también contiene este epigrama podría estar próxima y corresponder a Tricio Metallo.
- Estas monedas, por su fisonomía, tienen rasgos comunes con las cecas de Bentian, Arsaos y Bar(s)kunes.
- El momento de la acuñación de Uarakos y Ba(r)skunes parece corresponder a las guerras sertorianas y por ello se podría destacar el importante influjo económico y político que estas guerras suscitaron en ambas cecas.
- Se desconoce si las cecas Titiakos y Teitiakos corresponden a la misma ciudad aunque se barajan diversas hipótesis con las antiguas ciudades de Atienza en Soria o Guadalajara.

### Otras cecas Beronas
- Uargas
- Segisanos
- Ledaisama
- Meduainum
- Kalakorikos
- Teitiakos